# Facultad de Ciencias de la Educación (Universidad de Málaga)
La Facultad de Ciencias de la Educación, ubicada en el Campus de Teatinos, acoge a cerca de 4000 estudiantes, repartidos entre las cuatro titulaciones de Grado (Educación Infantil, Educación Primaria, Educación Social y Pedagogía), el programa de doctorado y los cinco Másteres oficiales que ofrece el centro. Su trayectoria académica, cuyos orígenes se remontan al siglo XIX, hacen de la misma una institución de referencia en la que se han formado profesionales de la educación que han contribuido de manera decisiva al desarrollo de Málaga y su entorno.
La Facultad asume desde su creación, en 1991, año en el que se traslada a Teatinos, la formación de los profesionales de la educación, hasta entonces dividida entre las Escuelas Normales y los estudios de Pedagogía. La Escuela Normal de maestros de Málaga se había fundado en 1846 y la de maestras en 1859 y los estudios de Pedagogía, dentro de la Facultad de Filosofía y Letras, se habían creado en nuestra provincia en 1980. Las enseñanzas de Magisterio habían alcanzado rango universitario en 1970, mediante la E.U. de Formación del Profesorado de EGB.

En la actualidad cuenta con unos 200 profesores y 4000 estudiantes que cursan los nuevos grados de Educación Infantil, Educación Primaria, Educación Social y Pedagogía y cinco másteres oficiales. En 2009-2010 se creó el Consejo de Estudiantes para que el alumnado pueda canalizar sus opiniones y su participación en la vida universitaria.

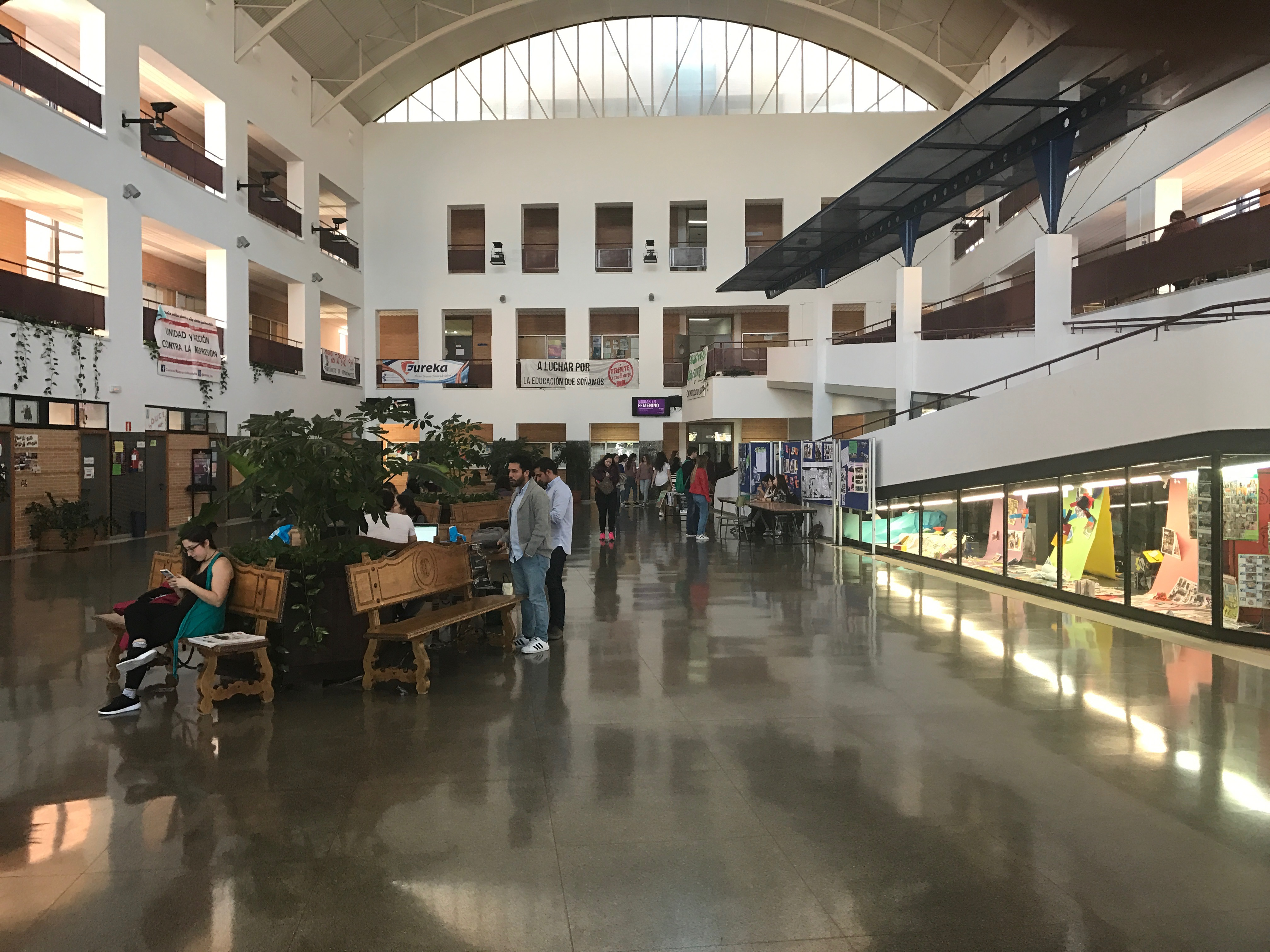
Hall de la Facultad de Ciencias de la Educación de la Universidad de Málaga

## Historia
Las titulaciones de Maestro/a en la ciudad de Málaga tienen una tradición centenaria. La Escuela Normal de Maestros se inaugura en 1846 y la de Maestras en 1862, siendo su primer Plan de estudios el establecido por el Reglamento Orgánico para las Escuelas Normales de 15 de octubre de 1843. Predominan las letras sobre las ciencias, hasta que la Ley de Instrucción Pública de 1857, que distinguen entre maestros elementales y superiores, logra un equilibrio entre ambas, aunque con las reformas posteriores las ciencias vuelven a ocupar el primer lugar.
El Plan de 1914 unifica los títulos de Maestra/o (Elementales y Superiores) en una única titulación, -Maestro-, con un periodo único de formación de cuatro cursos. Los contenidos culturales siguen primando sobre los profesionales y no figura ninguna asignatura de metodología o Didáctica.
Uno de los hitos fundamentales en la formación del maestro es el Plan profesional de 1931. Supone un profundo cambio en la dignificación profesional del magisterio, especialmente en el caso de las maestras pues se las equipara con sus compañeros, estudian las mismas materias con el mismo profesorado y en los mismos centros (coeducación). Las Escuelas Normales se convierten en Centros de Enseñanza Profesional -inicial y permanente- con rango universitario (para acceder se exige el bachillerato superior).
Con la llegada de la dictadura franquista se produce una involución y se retrocede al Plan, ya arcaico, de 1914. Hay que esperar al denominado Plan Experimental de 1971 para que los estudios de Magisterio vuelvan a adquirir la categoría de universitarios, aunque son de ciclo corto (tres años de duración) y no se necesita la Selectividad para acceder a ellos. Con el citado plan aparecen, por vez primera, distintas especialidades (Ciencias, Ciencias Humanas, Filología y Educación Preescolar) con una carencia significativa en materias psicopedagógicas y en prácticas escolares. Por otra parte, desaparece la denominación, ya clásicas, de “Maestro de Educación” y aparece la de “Profesor de Enseñanza General Básica”. La transformación de las Escuelas Normales en Escuelas Universitarias de Formación del Profesorado se produce en 1972, y así́ sucedió́ con la de Málaga, aunque no es hasta 1983, con la Ley de Reforma Universitaria, cuando realmente se lleva a cabo su integración en la Universidad y, definitivamente, esto se completa con la Ley Orgánica de Ordenación General del Sistema Educativo (1990).
En 1990 se elabora un nuevo Plan de Estudios. Dicho Plan incluye el bachillerato superior, como titulación para el ingreso en las Escuelas Universitarias de Formación del Profesorado, acompañado de la correspondiente Prueba de Selectividad. Superada dicha prueba, la formación se prolonga durante tres años. El Título que se otorga es el de maestro/a diplomado en: Educación Infantil, Educación Primaria, Audición y Lenguaje, Educación Especial, Educación Musical, Educación Física, y Lenguas Extranjeras. A partir de este Plan de Estudios, se produce la plena integración del profesorado de las Escuelas Universitarias en los cuerpos universitarios y muchas de las llamadas Escuelas Normales, y luego Escuelas Universitarias de Formación del Profesorado de Enseñanza General Básica, se transforman, juntos con otros estudios, en Facultades de Educación, dando así origen a un nuevo tipo de centros de formación del profesorado, con estudios de primero, segundo y tercer ciclos (diplomatura, licenciatura, doctorado). Esto es lo que sucede en la Universidad de Málaga en el año 1992.
A partir del año 1998, se inicia el proceso de Bolonia, que conforma lo que se ha venido a llamar el Espacio Europeo de Educación Superior y que dará lugar al último, y aún vigente, plan de estudios de la Facultad. Dicho Plan configura la formación superior en un sistema basado en dos ciclos (pregrado y posgrado) y convierte a los antiguos Magisterios y sus especialidades en dos grados de 4 años de duración: Educación Infantil y Educación Primaria.

## Estudios

### Programas de grado
- Grado en Educación infantil
- Grado en Educación Primaria (ofrece un grupo bilingüe español inglés)
- Grado en Educación Social
- Grado en Pedagogía

### Programas de máster
- Máster de Cambio Social y Profesiones Educativas
- Máster de Cultura de Paz, Conflictos, Educación y Derechos Humanos
- Máster de Educador/a Ambiental
- Máster de Políticas y Prácticas de Innovación Educativa
- Máster de Profesorado de ESO, Bachillerato, FP y Enseñanzas de Idiomas
- Máster en Psicopedagogía

### Programas de doctorado
- Programa de doctorado en Educación y Comunicación Social

## Departamentos
- Teoría e Historia de la Educación y Métodos de Investigación y Diagnóstico en Educación
- Psicología Evolutiva y de la Educación
- Didáctica y Organización Escolar
- Didáctica de las Lenguas, las Artes y el Deporte
- Didáctica de las Matemáticas, Didáctica de las Ciencias Sociales y de las Ciencias Experimentales

## Grupos de Investigación
- Enseñanza de las Ciencias y Competencias (ENCIC) (HUM974)
- Enseñanza y aprendizaje en el marco de la innovación educativa (SEJ533)
- MALACA (HUM796)
- Evaluación e investigación educativa en Andalucía (HUM311)
- Investigación en didáctica de las ciencias (HUM324)
- Educación física y deporte. Formación del profesorado en Andalucía (HUM564)
- Profesorado, cultura e institución educativa (HUM619)
- Las ciencias sociales en el curriculum de educación infantil, primaria y secundar. Cultura andaluza (HUM689)
- Teoría de la educación y educación social (HUM169)
- Educación infantil y formación de educadores (HUM205)
- Cultura de la diversidad y escuela (HUM246)
- Organización, innovación y perfeccionamiento (HUM365)
- Métodos y recursos para la investigación e innovación educativa (HUM369)
- Historia de la educación (HUM387)
- Researching in sport sciences (CTS563)
- Música, arte, creatividad e innovación educativa (HUM067)
- Arte y literatura (HUM816)
- DILINGUA (HUM253)
- Investigación en nuevas tecnologías aplicadas a la educación (SEJ462)

## Consejos
- Consejo de Estudiantes
- Consejo de Administración y Servicios

## Instalaciones
- Laboratorio de nuevas tecnologías
- Laboratorio de Idiomas
- Aulas TIC (Aula 002, Aula 101, Aula 104, Aula 109 y Aula 110)
- Biblioteca José Manuel Esteve
- Servicio de Orientación
- Conserjería
- Secretaría
- Cafetería